# Cyjon rudy
Cyjon rudy, cyjon (Cuon alpinus) – gatunek ssaka z rodziny psowatych (Canidae) o wyglądzie przypominającym zarówno lisa (puszysty ogon, niezbyt wysokie nogi) jak psa (kształt łba, zaokrąglone uszy). Latem sierść cyjona jest ruda niczym u lisa, zimą szaro-biało-ruda. Ogon od nasady rudawy u końca brązowy, czasami nawet czarny. Obecnie zamieszkuje Indie, Chiny, Indochiny i Indonezję, a dawniej występował również w Europie. Jedyny przedstawiciel rodzaju Cuon (nazwa nadana przez Briana H. Hodgsona w 1838 r.). Tworzy 3 podgatunki.

## Dane liczbowe
- długość ciała (z ogonem): 76–112 cm
- długość ogona: 30–50 cm
- wysokość: 43–50 cm
- masa: 15–20 kg (samice lżejsze, 10–13 kg)
- ciąża: 60–62 dni
- liczba młodych: 2–12
- liczba osobników w stadzie: 5–20

Cyjony polują w stadach, a ich ofiarami najczęściej są gady, gryzonie i sarny. Polując w grupie, są w stanie upolować duże zwierzę, jak na przykład bawoła czy jelenia. Umożliwia im to duża wytrwałość: po dłuższej ucieczce bawół pada z wycieńczenia. Nie gardzą także owadami i pokarmem roślinnym (niektóre owoce). Ciąża trwa 2 miesiące. Po upływie tego czasu w jamie rodzi się kilka młodych. Szczenięta od dzieciństwa są dzikie, nieufne i trudno je oswoić. Towarzyszą one polującym rodzicom już miesiąc po urodzeniu. Gatunek jest zwany gwiżdżącym myśliwym, ze wzglądu na charakterystyczną wokalizację (Pietrzak, 2014). 
Niewiele wiadomo o stanie obecnych populacji, lecz gatunek jest sklasyfikowany jako zagrożony według IUCN. Istnieją historyczne raporty o występowaniu gatunku w Wietnamie lub w górach na granicy Kazachstanu i Chin.

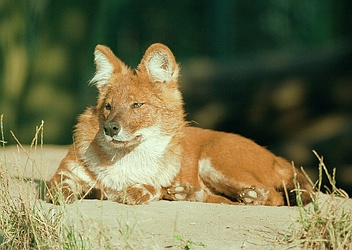
Cyjon